# Popful Mail
Popful Mail: Magical Fantasy Adventure (ぽっぷるメイル?, Poppuru Meiru) è un videogioco a piattaforme sviluppato da Falcom per PC-88 e PC-98. Il gioco è stato convertito per TurboGrafx CD, Sega CD e SNES.
Nel 1993 Sega ha stretto una collaborazione con Falcom per la creazione di uno spin-off RPG della serie Sonic, intitolato Sister Sonic, a partire da Popful Mail. Il progetto è stato cancellato in favore della conversione del titolo.

## Trama
La protagonista del gioco è Mail (Megumi Hayashibara), una cacciatrice di taglie che vuole ottenere una grossa ricompensa dalla cattura di mago malvagio. Nel corso della sua avventura si alleerà con Tatto (Akira Ishida) e il draghetto Gaw (Shigeru Chiba).

## Modalità di gioco
Popful Mail è un platform a scorrimento che incorpora elementi dei videogiochi di ruolo, in particolare dalla serie Ys della stessa Falcom.